# Dover (Delaware)
Pour les articles homonymes, voir Dover.
La ville de Dover est la capitale de l'État du Delaware, aux États-Unis. Elle est également le siège du comté de Kent. Sa population s’élevait à 36 047 habitants lors du recensement de 2010, estimée à 38 061 habitants en 2017.

## Histoire
Dover a été fondée en 1683 par William Penn, à qui le territoire comprenant le Delaware et la Pennsylvanie avait été accordé par le roi Charles II. En 1717, les plans de la cité ont été officiellement établis par une commission spéciale de la Delaware General Assembly. Durant la révolution américaine et la guerre de Sécession, Dover était un point de rassemblement des troupes du Delaware. La place centrale de Dover, The Green, était l'endroit où se tenaient défilés, revues militaires et autres événements patriotiques.

## Géographie
Selon le Bureau du recensement des États-Unis, la ville a une superficie totale de 58,8 km2, dont 0,8 km2 d'eau, soit 1,32 % du total.

## Démographie
| Groupe            | Dover | Delaware | États-Unis |
| ----------------- | ----- | -------- | ---------- |
| Blancs            | 48,3  | 68,9     | 72,4       |
| Afro-Américains   | 42,2  | 21,4     | 12,6       |
| Autres            | 2,2   | 3,4      | 6,4        |
| Asiatiques        | 2,7   | 3,2      | 4,8        |
| Métis             | 4,1   | 2,7      | 2,9        |
| Amérindiens       | 0,5   | 0,5      | 0,9        |
| Total             | 100   | 100      | 100        |
|                   |       |          |            |
| Latino-Américains | 6,6   | 8,2      | 16,7       |

Selon l'American Community Survey, pour la période 2011-2015, 89,33 % de la population âgée de plus de 5 ans déclare parler l'anglais à la maison, 5,27 % l'espagnol, 0,79 % un créole français, 0,50 % le tagalog et 4,11 % une autre langue.
| Indicateur                             | Dover    | États-Unis |
| -------------------------------------- | -------- | ---------- |
| Personnes de moins de 5 ans            | 7,4 %    | 6,1 %      |
| Personnes de moins de 18 ans           | 21,8 %   | 22,6 %     |
| Personnes de plus de 65 ans            | 14,2 %   | 15,6 %     |
| Femmes                                 | 52,7 %   | 50,8 %     |
| Personnes par foyer                    | 2,47     | 2,64       |
| Vétérans                               | 9,4 %    | 8,0 %      |
| Personnes nées étrangères à l'étranger | 7,7 %    | 13,2 %     |
| Personnes sans assurance maladie       | 8,3 %    | 10,2 %     |
| Personnes avec un handicap             | 9,4 %    | 8,6 %      |
| Revenus annuels                        | 22 707 $ | 29 829 $   |
| Personnes sous le seuil de pauvreté    | 19,7 %   | 12,3 %     |
| Diplômés du lycée                      | 88,0 %   | 87,0 %     |
| Diplômés de l'université               | 29,6 %   | 30,3 %     |

| 1870  | 1880  | 1890  | 1900  | 1910  | 1920  |
| ----- | ----- | ----- | ----- | ----- | ----- |
| 1 906 | 2 811 | 3 061 | 3 329 | 3 720 | 4 042 |

| 1930  | 1940  | 1950  | 1960  | 1970   | 1980   |
| ----- | ----- | ----- | ----- | ------ | ------ |
| 4 800 | 5 517 | 6 223 | 7 250 | 17 488 | 23 507 |

| 1990   | 2000   | 2010   | - | - | - |
| ------ | ------ | ------ | - | - | - |
| 27 630 | 32 135 | 36 047 | - | - | - |

## Économie
L'économie de la ville est surtout axée sur l'administration de l'État du Delaware, même si plusieurs services, comme celui du procureur général d'État, sont situés à Wilmington, la principale ville du Delaware. Dover est actuellement en pleine expansion puisque le coût de la vie y est relativement faible tandis que la qualité de vie est élevée. Si l'on exclut les bureaux de l'État et du comté de Kent, les principaux employeurs sont la Dover Air Force Base, située près de la ville, ainsi que plusieurs usines, dont certaines produisent des équipements militaires et d'aérospatiale.

## Culture
Les institutions présentes dans la ville sont la Delaware State Library, le Delaware State Museum, et les Delaware State Archives. Le capitole du Delaware, ou Legislative Hall, est situé à Court Street.
Le peintre Denis Alexandre Volozan (d'origine française) a peint un portrait de George Washington (1802) conservé à l'Old State House de Dover.

## Éducation
L'université d'État du Delaware, une université traditionnellement noire, et le Wesley College sont les deux universités principales situées à Dover, où l'on peut aussi trouver le Terry Campus du Delaware Technical & Community College ainsi que l'administration de cette université.
Deux lycées publics servent les habitants : le Caesar Rodney High School et Dover High School.

## Personnalités liées à la ville
- Teri Polo, actrice née à Dover en 1969 ;
- Madison Brengle, tenniswoman née à Dover en 1990 ;
- Ian Snell, joueur de baseball né à Dover en 1980 ;
- Doug Hutchison, acteur né à Dover en 1960.